# Миколинці (заказник)
Мико́линці — ландшафтний заказник місцевого значення в Україні. Об'єкт природно-заповідного фонду Житомирської області.
Розташований у межах Звягельському районі Житомирської області, за 2 км. на південний захід від села Новосілка. Заказник розташований на правому березі річки Рожаниці.

## Загальна характеристика
Площа 723 га. Створений згідно з рішенням 16 сесії 5 скликання Житомирської обласної ради від 26.06.2008 року № 596 «Про утворення об'єктів природно-заповідного фонду місцевого значення». Підпорядкований ДП «Ємільчинський лісгосп АПК» (Барашівське л-во, кв. 84-87, 100, 101, 104).

## Флора і фауна
Значна площа заказника представлена сосновим, вільховим та березовим лісом. Об'єктом охорони в заказнику є червонокнижні види: гніздівка звичайна, любка дволиста, коручка морозникоподібна, плаун колючий, лелека чорний та рідкісні види регіону: щитник чоловічий та фегоптерис з'єднуючий. Територія заказника багата реліктовим видом — азалією жовтою, яку місцеві мешканці називають дряпоштаном.
Заказник є зручним місцем існування популяції великих денних хижих птахів — канюка звичайного, яструба великого та підорлика великого. Постійними мешканцями заказника є бобри. Тут добре себе почувають дикі свині, козулі та зайці.

## Цікаві факти
Територія заказника розташована в місцевості, де в другій половині XIX століття була створена німецька колонія Микулинці. Але головним є той факт, що тут було благодатне джерело, над яким у свій час з дозволу Святійного Синоду РПЦ було побудовано дерев'яну каплицю, яка була освячена. З давніх-давен джерело називають Криничка Миколая.. На деякій мапі джерело назвається св'ятим.

## Галерея

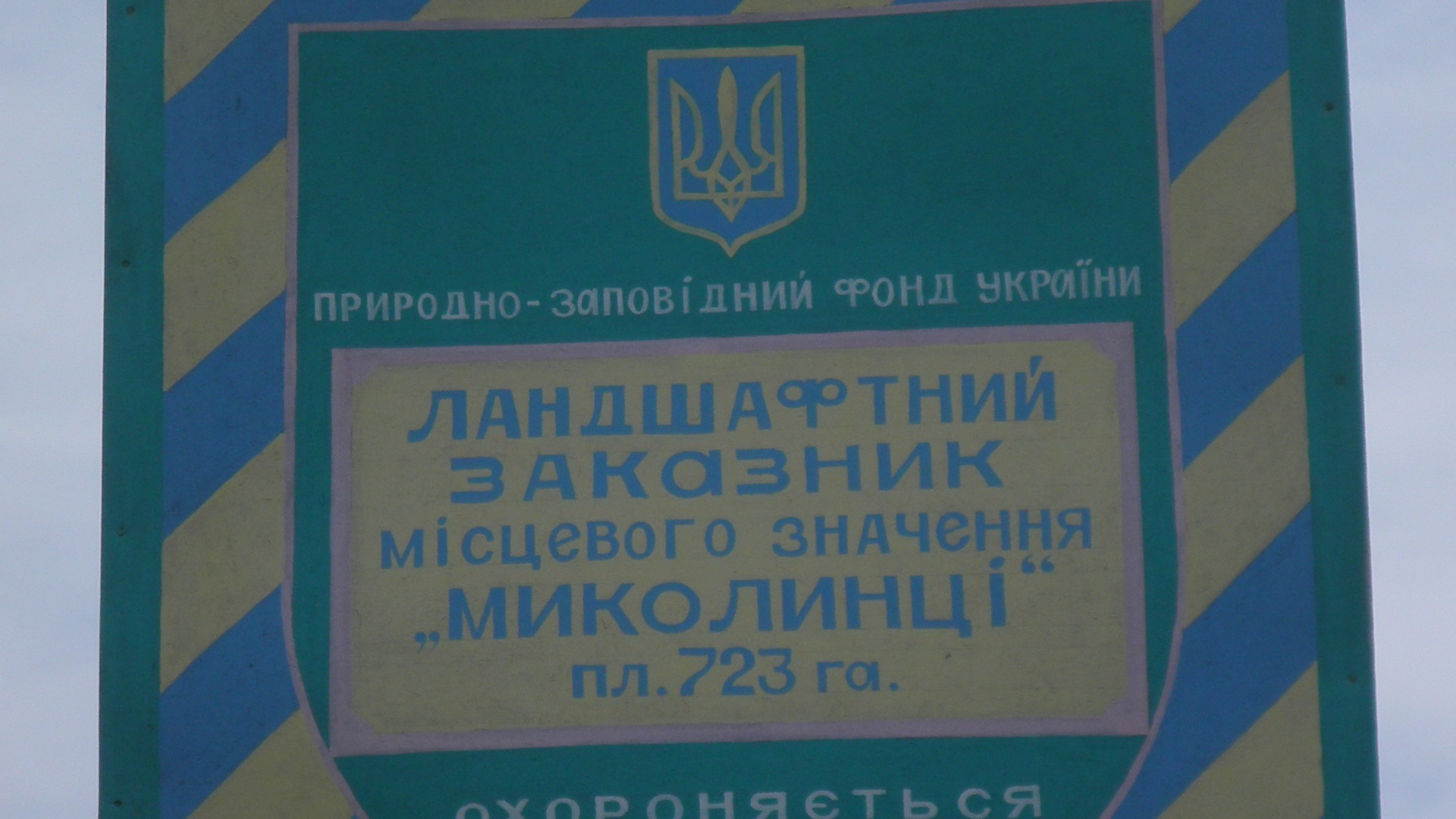
Інформаційний щит
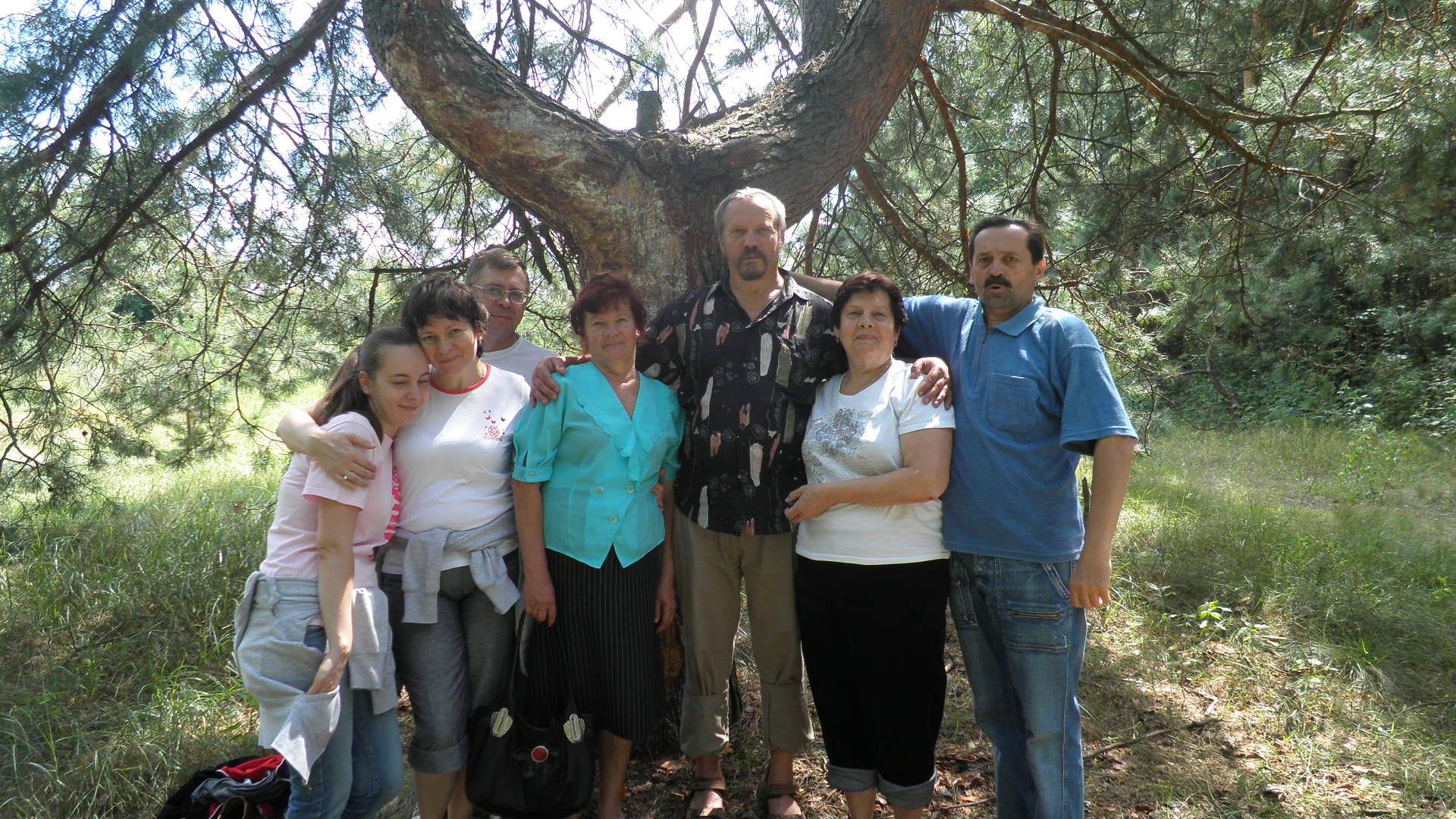
Екотуристи під сосною
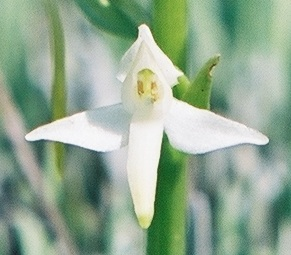
Любка дволиста